# Juan Carlos Sulbaran
Juan Carlos Sulbaran (Willemstad (Curaçao), 9 november 1989) is een Curaçaose honkballer.
Sulbaran, een rechtshandige werper die pitches, fastball, curveball en changeup gooit met een snelheid rond de 90 mijl per uur, begon al op vierjarige leeftijd met honkbal. Als jongen van zes speelde hij reeds internationale wedstrijden voor het jeugdteam van Curaçao. Hij kwam uit als teenager voor de Royal Scorpions in zijn geboorteland maar speelde daar niet in het hoogste team dat uitkomt in de hoogste competitie, de Doble A. Als startend werper voor het jeugdteam kwam hij uit tegen de teams van de Dominicaanse Republiek, Venezuela, Puerto Rico en Mexico. Tijdens het Latin American Youth Baseball Tournament van 2004 werd hij uitgeroepen tot beste rechtshandige werper.
In 2006 verhuisde Sulbaran naar de Verenigde Staten waar hij onder meer uitkwam voor het team van de American Heritage University uit Florida. In 2007 kwam hij door een schouderblessure weinig in actie, maar verloor ook in dat jaar geen enkele wedstrijd als werper. In juni 2008 werd hij door de Major League club de Cincinnati Reds gedraft als 899ste speler in de dertigste ronde. Hij had in dat jaar hersteld van zijn blessure elf wedstrijden voor zijn team van de universiteit gewonnen en de ploeg won het Florida State championship. In 67 innings gooide hij (1.40 ERA) 88 keer drie slag, 21 keer vier wijd en kreeg hij 31 honkslagen tegen. Hij speelt nu bij de Dayton Dragons (low class A).
In juli 2008 was Sulbaran met het Antilliaans/Arubaanse team aanwezig op de Haarlemse Honkbalweek. Hier maakte hij zoveel indruk op de Nederlandse bondscoach Robert Eenhoorn dat hij opgenomen werd in de selectie voor de Olympische Spelen van het Nederlands Honkbalteam.
Op het WK van 2011 werd hij met Nederland wereldkampioen.